# Colin Brooks
Colin Brooks foi um ciclista britânico que competiu nos Jogos Olímpicos de 1908, em Londres, onde ganhou a medalha de bronze na prova de tandem.